# Vocapia Research
Vocapia Research est une société de R&D spécialisée dans le développement de logiciels
pour le traitement de la parole, qu'il s'agisse de transcription de la parole en
texte (reconnaissance de la parole), de systèmes d'analyse audio, ou d'identification 
des langues et des locuteurs. Vocapia Research développe des moteurs de transcription 
multilingues pour la parole conversationnelle et pour des documents d'information (radio, TV, podcast),,.  Vocapia Research est située sur le pôle scientifique du plateau de Saclay.

## Produits et applications
Le principal produit de Vocapia est la suite logicielle 
VoxSigma, pour la transcription automatique de la parole qui est également proposée en service Web. VoxSigma est disponible pour les langues suivantes : allemand, anglais, arabe, néerlandais, espagnol, finnois, français, grec, hebreu, hindi, hongrois, italien, letton, lituanien, mandarin, ourdou, pachto, perse, polonais, portugais, roumain, russe, suédois, swahili, tchèque, turc et ukrainien.
La société met en évidence l'importance des modèles neuronaux dans ces développements pour des applications telles que la
transcription de la parole, la pige audiovisuelle, le renseignement et les interfaces vocales
Vocapia a participé au programme Quaero et aux projets européens KRISTINA,
DANTE, ALADAN and KOIOS.